# Сторк, Якоб
Якоб Сторк (нид. Jacobus Storck, род. 8 сентября 1641 г. Амстердам - ум. после 1692 г. Амстердам) - голландский художник, работавший в эпоху «Золотого века Нидерландов».

## Жизнь и творчество
Родился в семье живописца Яна Янсона Стурка, был средним из его трёх сыновей. После рождения детей семья поменяла фамилию на Стуркенбурх (Sturckenburch), однако затем вернулась к прежней. Все трое мальчиков были художниками. К настоящему времени работ, созданных старшим из них, Яном (ок. 1630 - 1673), не сохранилось. Более известен младший из братьев Сторк, Абрахам (1644 - 1708), художник-маринист, писавший картины с изображениями кораблей, а также сотрудничавший с царём Петром I.
Полотна, созданные Якобом Сторком композиционно связаны с морем или рекой, откуда открывается вид на город, зачастую с изображениями плывущих судов или лодок. В его работах чувствуется влияние итальянской школы живописи.
Братья Строк работали в одной мастерской, и иногда вместе писали одну и ту же картину. Известный нидерландский художник и историк искусств Арнольд Хоубракен в своём сочинении «De groote schouburgh der Nederlantsche konstschilders en schilderessen» вышедшем в 1718 году, упоминает обоих братьев Якоба и Абрахама Сторк. Якоб Сторк работал в Амстердаме в период с 1662 по 1686 год. Точная дата его смерти не установлена.

## Галерея

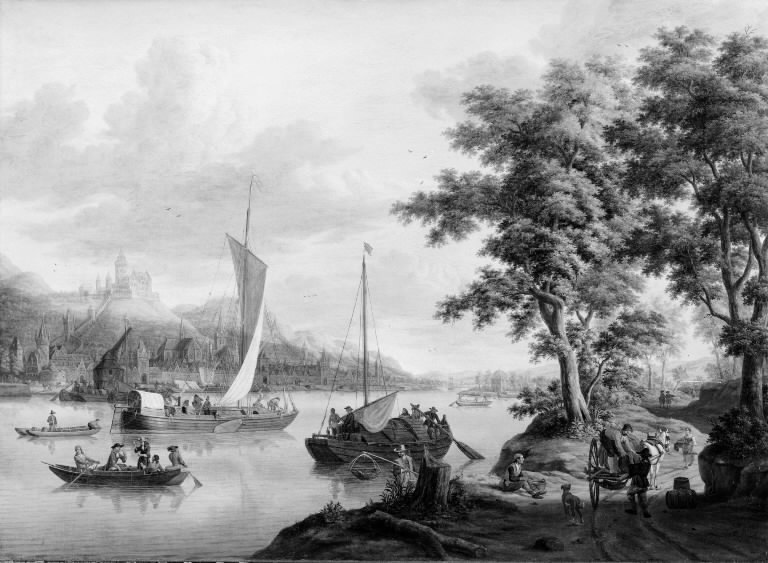
Вдоль по Рейну
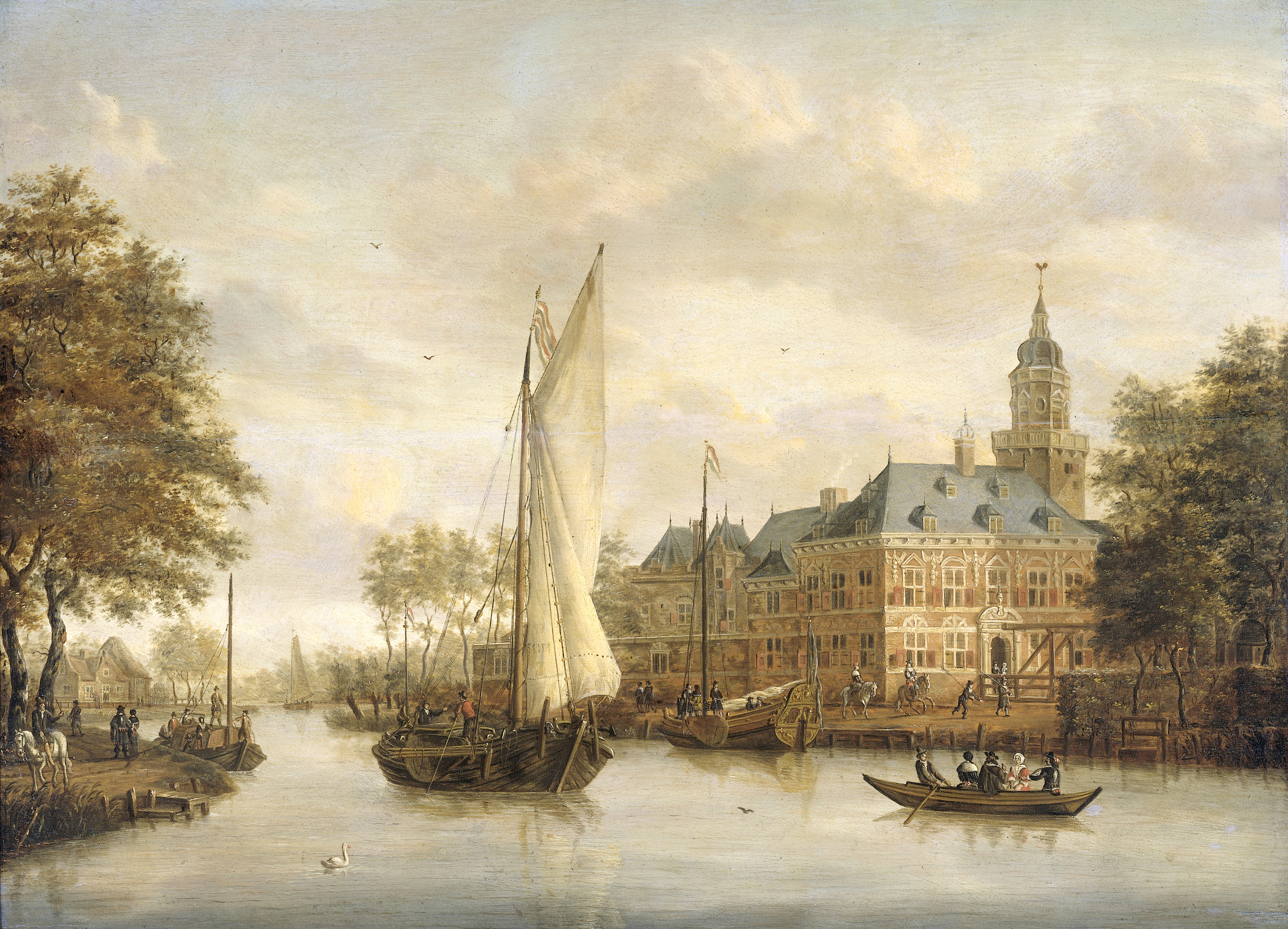
Замок Ниенроде на реке Вехт близ Брейкелена
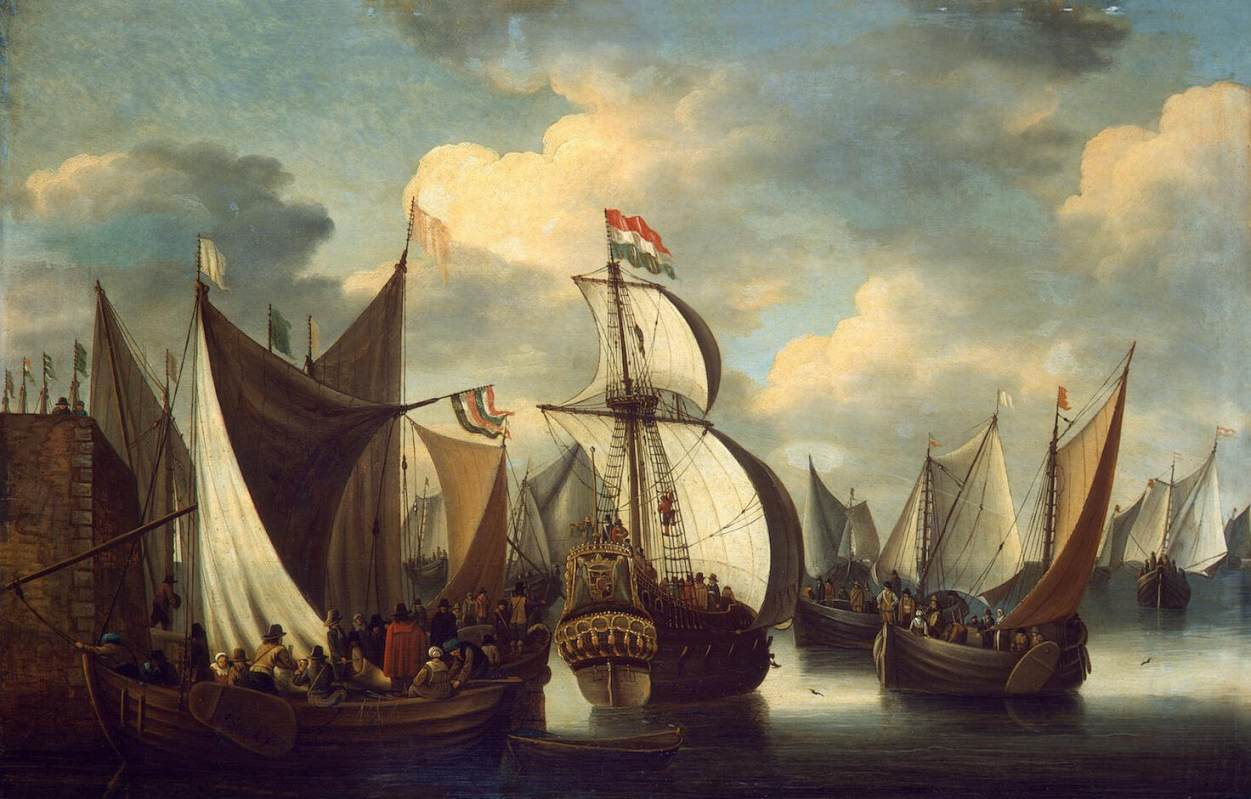
На пути в гавань
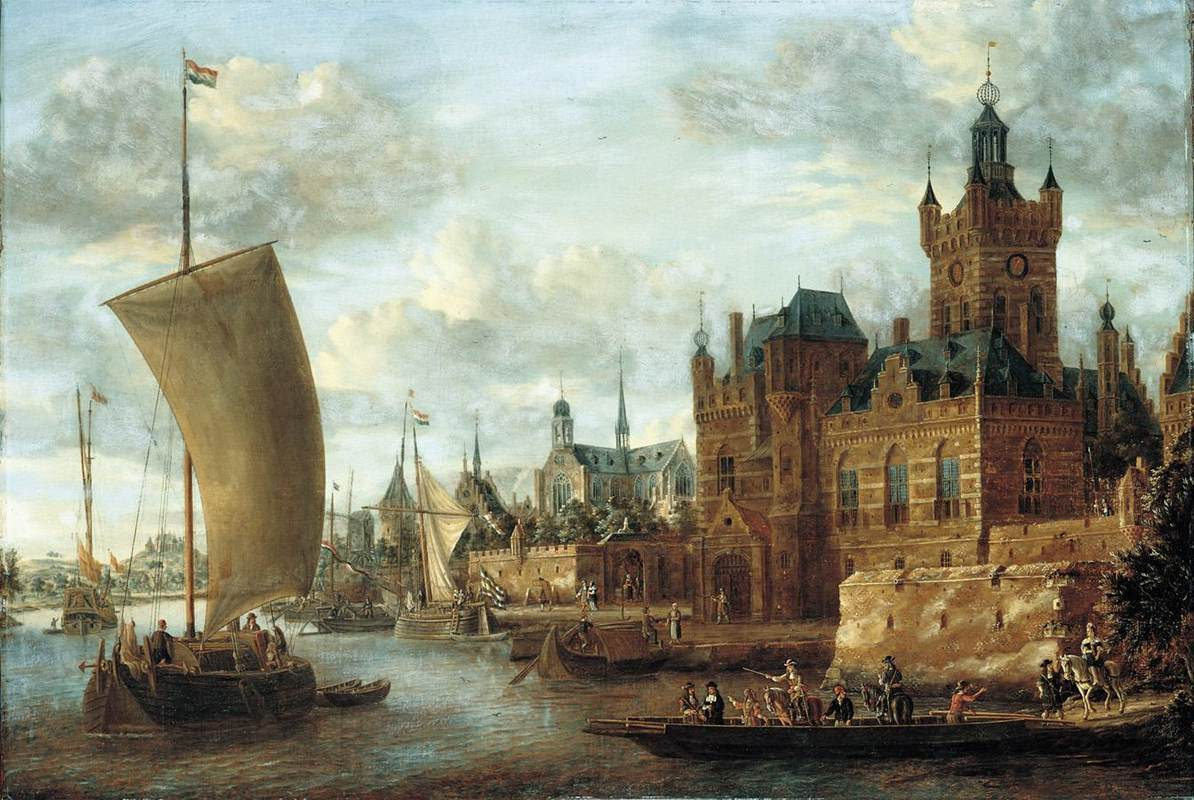
Речной пейзаж
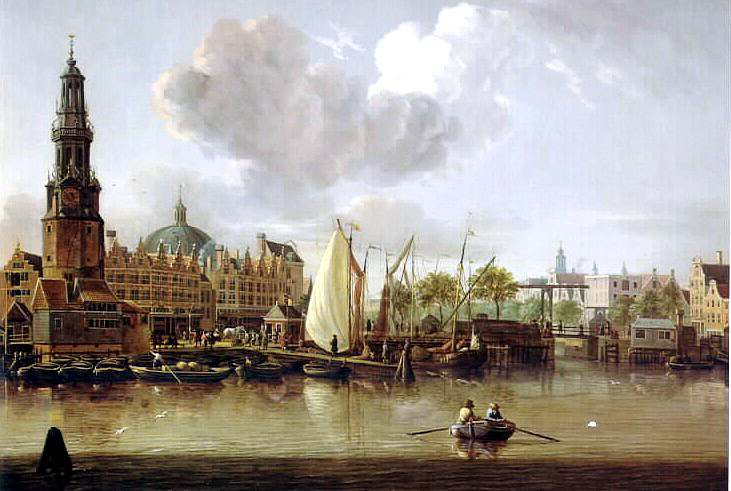
Вид на амстердамские Харингпакерторен (1690)

## Дополнения
- Якоб Сторк на RKD